# Mistrzostwa Europy w Lekkoatletyce 1982 – chód na 50 km mężczyzn
Chód na 50 kilometrów był jedną z konkurencji rozgrywanych podczas XIII mistrzostw Europy w Atenach. Został rozegrany 10 września 1982 roku. Zwycięzcą tej konkurencji został reprezentant Finlandii Reima Salonen. W rywalizacji wzięło udział dwudziestu czterech zawodników z dwunastu reprezentacji.

## Rekordy
| Rekord świata     | Raúl González (MEX) | 3:41:20   | Podiebrady, Czechosłowacja | 11.06.1978 |
| Rekord Europy     | Josep Marín (ESP)   | 3:43:35   | Barcelona, Hiszpania       | 09.03.1980 |
| Rekord mistrzostw | Jordi Llopart (ESP) | 3:53:29,9 | Praga, Czechosłowacja      | 03.09.1978 |

## Wyniki

### Finał
| Miejsce | Zawodnik              | Czas    |
| ------- | --------------------- | ------- |
| 1       | Reima Salonen         | 3:55:29 |
| 2       | Josep Marín           | 3:59:18 |
| 3       | Bo Gustafsson         | 4:01:21 |
| 4       | Hartwig Gauder        | 4:04:51 |
| 5       | Bogusław Duda         | 4:07:20 |
| 6       | Jordi Llopart         | 4:08:28 |
| 7       | Walerij Suncow        | 4:12:51 |
| 8       | Stig-Olaf Elofsson    | 4:22:44 |
| 9       | Christos Karageorgos  | 4:33:31 |
| 10      | Siergiej Jung         | 4:35:02 |
| 11      | Karl Degener          | 4:35:54 |
| –       | Pavol Blažek          | DNF     |
| –       | Paolo Grecucci        | DNF     |
| –       | Erling Andersen       | DNF     |
| –       | Bohdan Bułakowski     | DNF     |
| –       | Dietmar Meisch        | DNF     |
| –       | Aristidis Karageorgos | DNF     |
| –       | Lars Ove Moen         | DNF     |
| –       | Maurizio Damilano     | DNF     |
| –       | Leif Christensen      | DNF     |
| –       | Wiktor Dorowskich     | DNF     |
| –       | Manuel Alcalde        | DNF     |
| –       | Sandro Bellucci       | DQ      |
| –       | Bengt Simonsen        | DQ      |